# 울기는 왜 울어
울기는 왜 울어는 1970년 공개된 대한민국의 영화이다.

## 배역
- 신성일
- 김지미
- 진희
- 박암
- 서영춘
- 이낙훈
- 김성옥
- 최불암
- 한은진
- 사미자
- 전숙
- 지계순
- 김경란
- 박순봉